# Камерунский вариант английского языка
Камерунский вариант английского языка — диалект английского языка, на котором говорят в Камеруне, для большинства он является вторым языком. Он имеет некоторое сходство с английскими диалектами соседней Западной Африки, поскольку Камерун расположен на западе Центральной Африки. В основном на нём говорят в северо-западных и юго-западных регионах Камеруна.
| Northwest Region location in Cameroon | Southwest Region location in Cameroon |

Камерунская разновидность английского начала формироваться в колониальный период на территории Южного Камеруна, ныне разделённого на северо-запад и юго-запад). С годами появились англоязычные камерунцы, а их диалект приобрёл характерные черты, особенно в лексике, а также в фонологии и грамматике. Их долгое время считали ошибками, но сейчас все чаще воспринимаются как отличительный вклад камерунцев в английский язык.
Положение англоязычных в Камеруне хуже, чем у франкоязычного населения.

## Лингвистические особенности
Фонемы /ɔː/, /ʌ/ и /ɒ/ имеют тенденцию сливаться с /[ɔː]/, превращая слова cot, caught и cut в омофоны. Точно так же lock и luck произносятся одинаково.
Вместо выражения «белый воротничок» в камерунском диалекте иногда используется фраза «белый работник».